# Pčoliné
Pčoliné – wieś (obec) na Słowacji położona w kraju preszowskim, w powiecie Snina. Pierwsze wzmianki o miejscowości pochodzą z roku 1557.
Według danych z dnia 31 grudnia 2012, wieś zamieszkiwało 587 osób, w tym 302 kobiety i 285 mężczyzn.
W 2001 roku rozkład populacji względem narodowości i przynależności etnicznej wyglądał następująco:
- Słowacy – 65,22%
- Czesi – 0,32%
- Polacy – 0,16%
- Rusini – 26,89%
- Ukraińcy – 6,76%

Ze względu na wyznawaną religię struktura mieszkańców kształtowała się w 2001 roku następująco:
- Katolicy rzymscy – 9,66%
- Grekokatolicy – 78,74%
- Prawosławni – 6,6%
- Ateiści – 3,54%
- Nie podano – 0,81%